# Porodično stablo (Arsen Dedić)
Porodično stablo naziv je petog studijskog albuma Arsena Dedića, objavljenoga na LP-ju 1976. godine. Na albumu "Porodično stablo" u suradnji s producentom Kornelijem Kovačom 1976. godine se približava rocku pod utjecajem vala jugoslavenskog progresivnog rocka.

## Popis pjesama
Tekstovi i glazba: Arsen Dedić. 
| 1.    | »Što je pjesma meni«    | 3:04 |
| 2.    | »Moj zanat«             | 4:15 |
| 3.    | »Vrijeme ironije«       | 3:15 |
| 4.    | »Kad sam te vidio«      | 4:21 |
| 5.    | »Porodično stablo«      | 4:20 |
| 6.    | »Vuk u janjećoj koži«   | 3:15 |
| 7.    | »Moj stari i ja«        | 4:36 |
| 8.    | »Balada o parkingu«     | 3:09 |
| 9.    | »Iva«                   | 4:06 |
| 10.   | »Nisam više onaj stari« | 3:07 |
| 37:28 |                         |      |

## Vanjske poveznice
- Discogs: Porodično stablo